# Postbauer-Heng

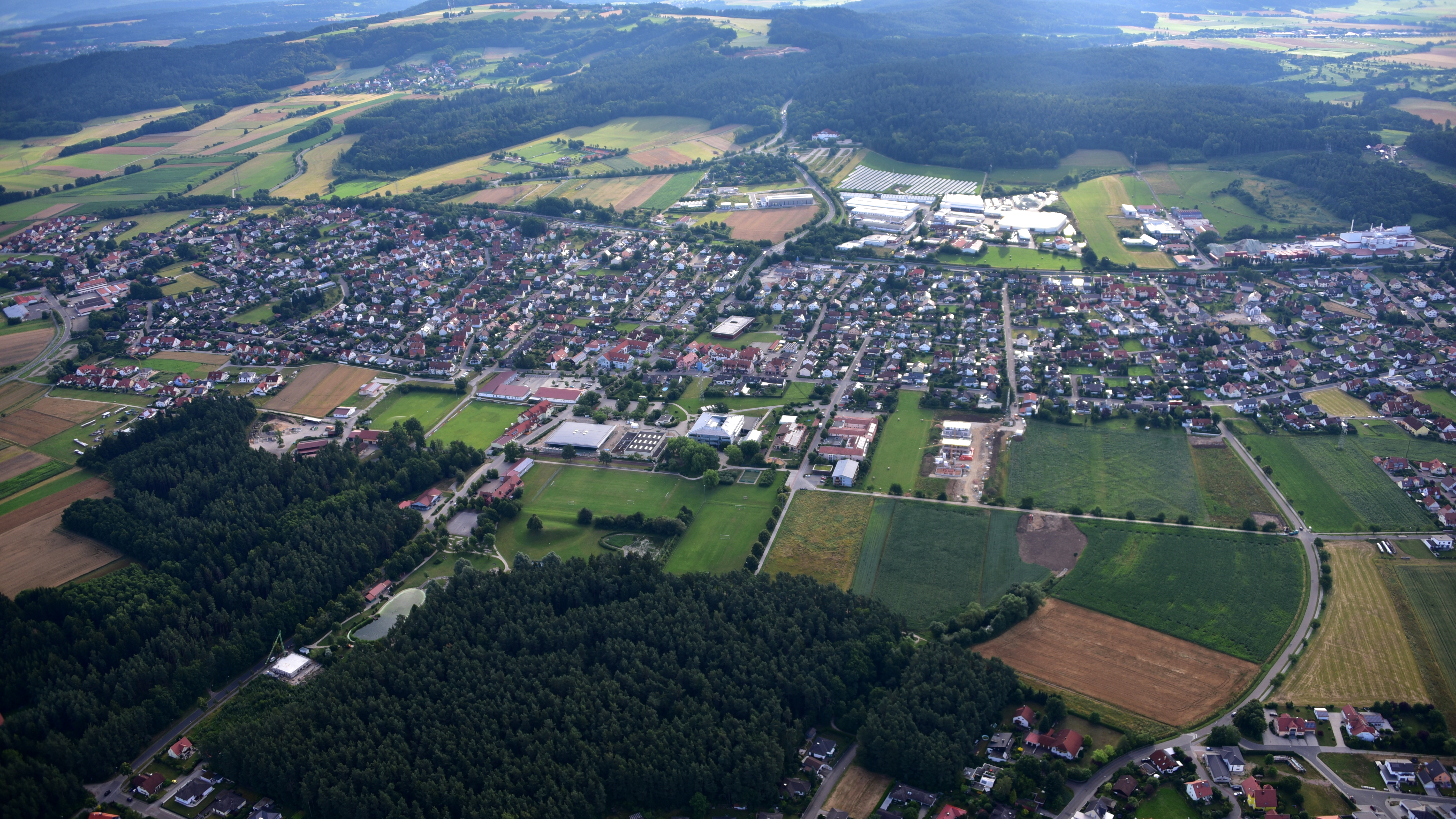
Postbauer-Heng, Luftaufnahme (2016)

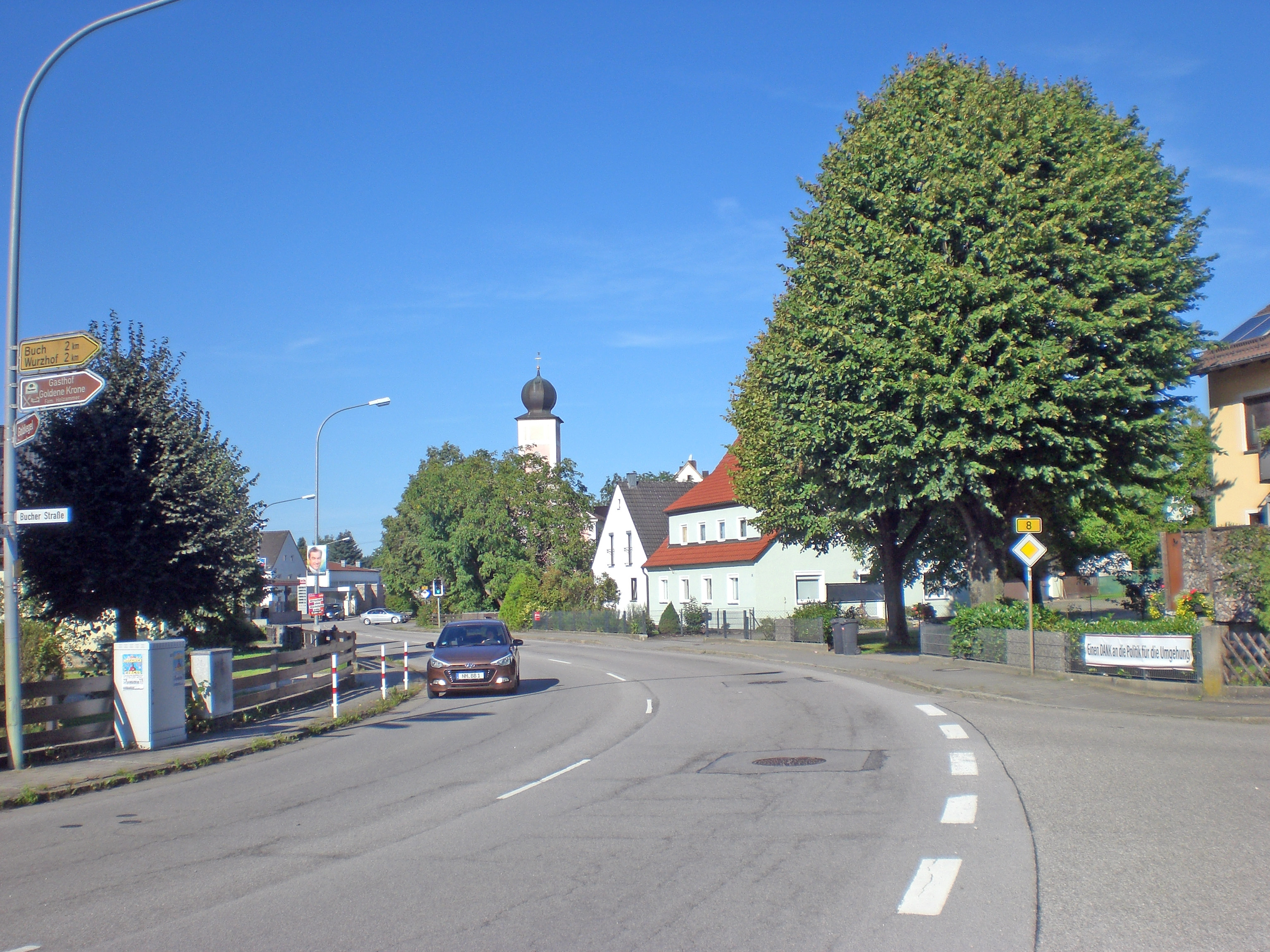
Postbauer, Hauptstraße

Postbauer-Heng ist ein Markt im Oberpfälzer Landkreis Neumarkt in der Oberpfalz. Der Doppelname leitet sich aus den beiden ehemals selbständigen Gemeinden Postbauer und Heng ab. Das Marktrecht wurde der Gemeinde am 17. September 2005 verliehen.

## Geografie

### Geografische Lage
Die Gemeinde liegt in der westlichen Oberpfalz zwischen Nürnberg und Regensburg (ca. 8 km westlich von Neumarkt in der Oberpfalz).
Der Hauptort Postbauer-Heng liegt am Fuße des Dillbergs, der mit 595 m der höchste Punkt des Marktes ist. Der Dillberg gilt als Grenzberg zwischen der Oberpfalz und Mittelfranken; zugleich als Unterquellberg für die Schwarzach bzw. den Siegenbach. Damit verläuft über ihn die Europäische Wasserscheide.

### Gemeindegliederung
Postbauer-Heng hat die Gemeindeteile Postbauer-Heng, An der Heide, Brandmühle, Buch, Dillberg, Kemnath, Köstlbach, Kothmühle, Pavelsbach (Vorwahl 09188) und Wurzhof. Der jetzige Ort Postbauer-Heng ist aus den früheren Orten Heng und Postbauer zusammengewachsen.
| Gemeindeteil   | Siedlungstyp | Hauptwohnsitze (31. Dezember 2020) | Hauptwohnsitze (31. Dezember 2021) | +/-  |
| -------------- | ------------ | ---------------------------------- | ---------------------------------- | ---- |
| An der Heide   |              | 51                                 | 58                                 | + 7  |
| Brandmühle     | Weiler       |                                    |                                    |      |
| Buch           | Dorf         | 175                                | 166                                | - 9  |
| Dillberg       | Dorf         | 110                                | 106                                | - 4  |
| Kemnath        | Dorf         | 1837                               | 1855                               | +18  |
| Kothmühle      | Einöde       |                                    |                                    |      |
| Köstlbach      | Dorf         | 182                                | 189                                | + 7  |
| Pavelsbach     | Kirchdorf    | 913                                | 935                                | + 22 |
| Postbauer-Heng | Hauptort     | 4.606                              | 4.621                              | +15  |
| Wurzhof        |              | 63                                 | 61                                 | - 2  |
| Insgesamt      |              | 7.937                              | 7.991                              | +54  |

### Nachbargemeinden
Nachbargemeinden sind von Norden aus im Uhrzeigersinn: Berg bei Neumarkt in der Oberpfalz, Neumarkt in der Oberpfalz, Berngau, Freystadt, Pyrbaum und Burgthann.

## Geschichte

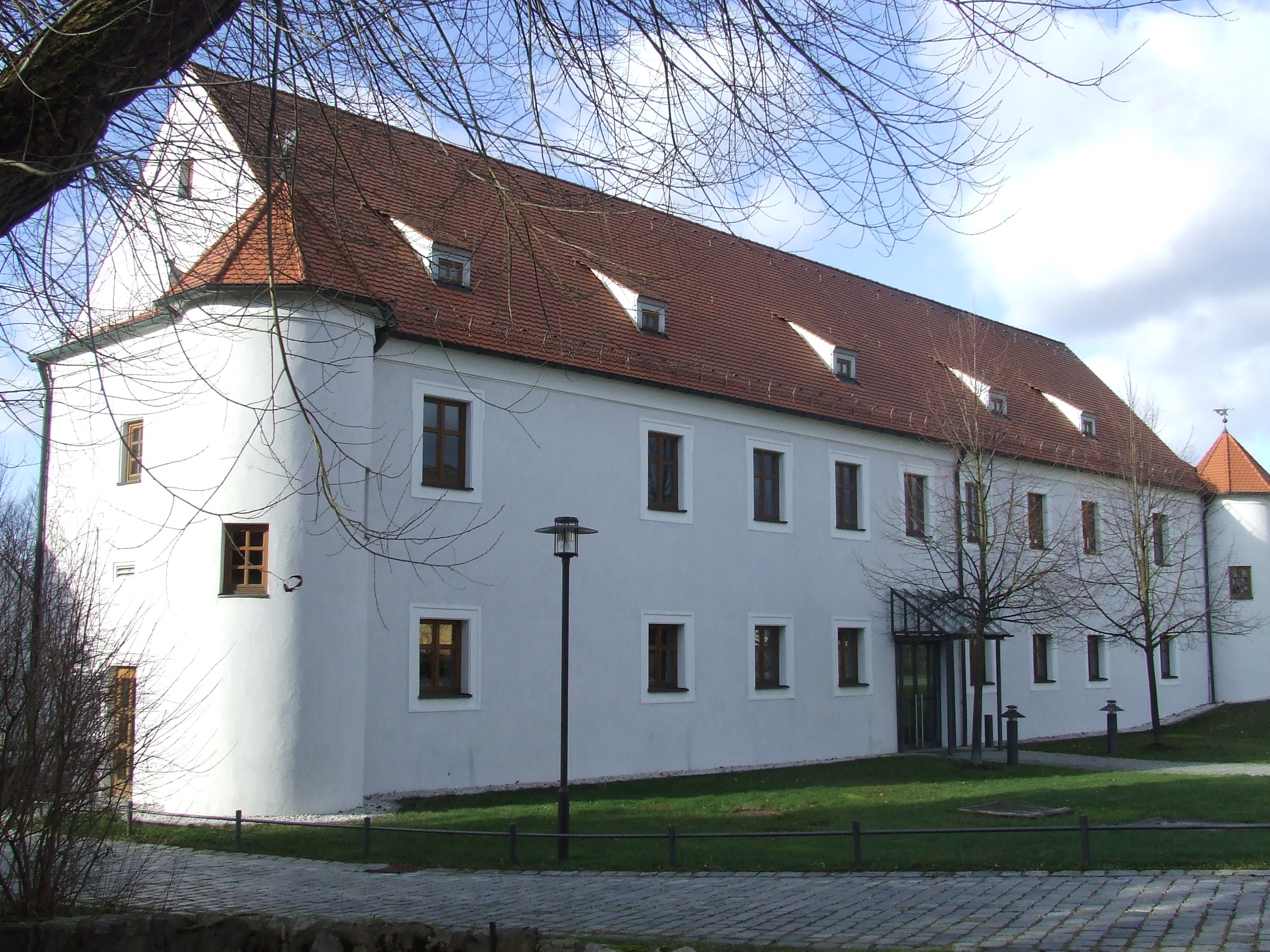
Ehemaliges Pflegschloss des Deutsch-Ordens

### Bis zur Gemeindegründung
Um das Jahr 1000 wurde Heng das erste Mal erwähnt.
1068 wurde mit der Kirche St. Jakobus in Heng das älteste Bauwerk der Gemeinde erbaut.
Von 1283 bis 1805 war der Deutsche Orden mit einem Schloss in Postbauer vertreten, welches 1996 renoviert wurde und heute als Kulturstätte benutzt wird. Der Ort gehörte während dieser Zeit zur Deutschordensballei Franken und somit auch zum Fränkischen Reichskreis.
1381 wurde der Raubritter Eppelein von Gailingen im Ort Postbauer festgenommen und wenige Tage später in Neumarkt hingerichtet.
Die Gemeinde entstand am 1. April 1971 im Zuge der Gebietsreform in Bayern durch die Zusammenlegung der bis dahin selbständigen Gemeinden Postbauer und Heng.

### Eingemeindungen
Im Zuge der Gebietsreform in Bayern wurde am 1. April 1975 die Gemeinde Pavelsbach ebenfalls im Rahmen der Gemeindereform eingegliedert.

### 20. und 21. Jahrhundert
1998 wurde die neue evangelische Martin-Luther-Kirche eröffnet. 
Postbauer-Heng liegt in der europäischen Metropolregion Nürnberg und wurde am 17. September 2005 zum Markt erklärt.

### Einwohnerentwicklung
Zwischen 1988 und 2018 wuchs der Markt von 5512 auf 7767 um 2255 Einwohner bzw. um 40,9 %.

## Politik

### Marktgemeinderat

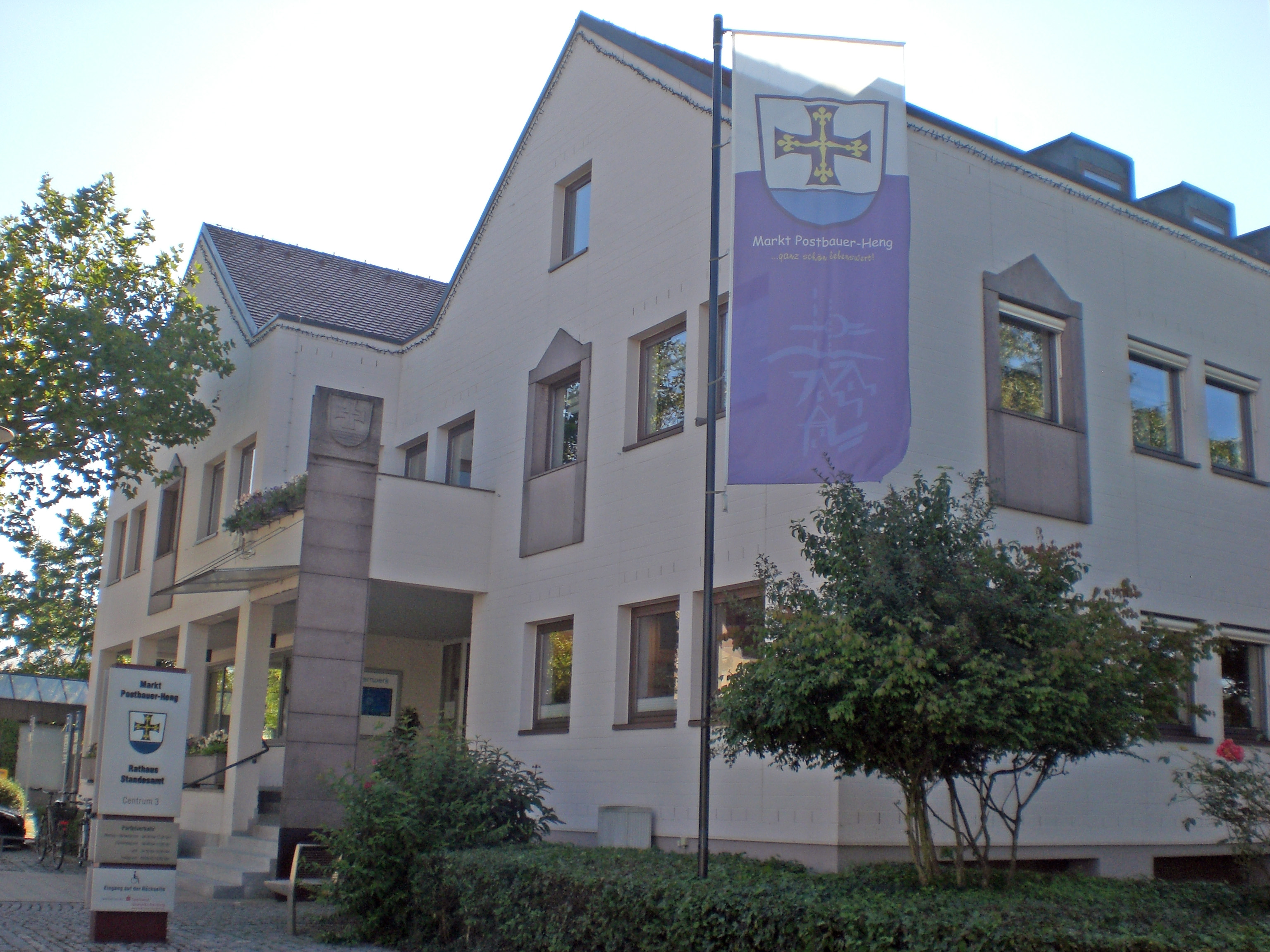
Rathaus Postbauer-Heng

Der Marktgemeinderat von Postbauer-Heng besteht aus 20 Marktgemeinderäten und dem Ersten Bürgermeister.
|      | CSU | SPD | Grüne | Bürgerblock | UPW-FW | Gesamt   |
| 2020 | 10  | 2   | 3     | 3           | 2      | 20 Sitze |
| 2014 | 11  | 2   | 2     | 3           | 2      | 20 Sitze |
| 2008 | 10  | 3   | 1     | 3           | 3      | 20 Sitze |
| 2002 | 11  | 3   | 1     | 3           | 2      | 20 Sitze |
| 1996 | 9   | 4   | 0     | 4           | 3      | 20 Sitze |

(Stand: Kommunalwahl am 15. März 2020)

### Bürgermeister
Erster Bürgermeister ist Horst Kratzer (CSU). Dieser wurde bei der Kommunalwahl 2020 mit 71,0 % der gültigen Stimmen gewählt. Mitbewerberin Andrea Huber (SPD) erhielt 16,2 % und Jürgen Rupprecht (Bürgerblock) 12,7 % der Stimmen. Die Wahlbeteiligung lag bei 64,0 Prozent.

### Wappen
| Wappen von Postbauer-Heng | Blasonierung: „Über blauem Schildfuß in Silber ein schwarzes Tatzenkreuz, dessen Arme mit je einem goldenen Lilienstengel belegt sind.“ |
| Wappen von Postbauer-Heng | Das Wappen wird seit 1975 geführt. |

### Kommunale Allianz Schwarzachtalplus

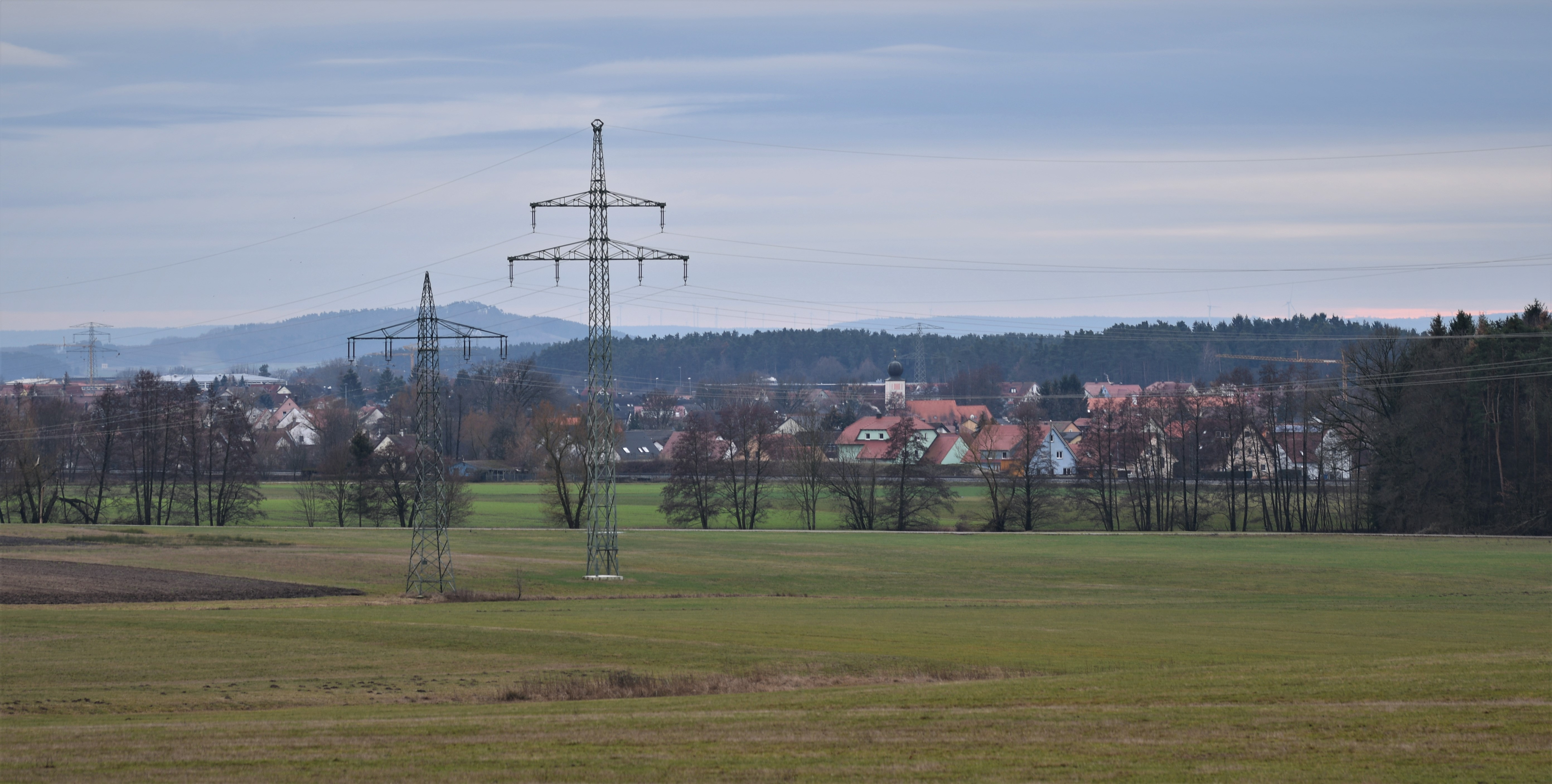
Blick auf Postbauer-Heng von Ezelsdorf, im Vordergrund ist die Kirche St. Johannes Baptist erkennbar

Markt Postbauer-Heng ist Mitglied der Kommunalen Allianz Schwarzachtalplus. Zu dieser gehören auch die Stadt Altdorf bei Nürnberg, die Gemeinde Berg bei Neumarkt in der Oberpfalz, die Gemeinde Burgthann, der Markt Feucht, die Gemeinde Leinburg, der Markt Pyrbaum, die Gemeinde Schwarzenbruck und die Gemeinde Winkelhaid. Es soll ein integriertes ländliches Entwicklungskonzept (ILEK) erstellt werden. Ziel ist die Zusammenarbeit und Abstimmung zwischen den Kommunen, unter anderem um den Herausforderungen des demografischen Wandels zu begegnen. Dazu gehört die Erhaltung von Infrastruktur- und Versorgungseinrichtungen.

### Gemeindepartnerschaften
Postbauer-Heng unterhält seit 1979 eine Partnerschaft mit der österreichischen Gemeinde Sankt Ulrich bei Steyr und seit 1991 mit der ungarischen Gemeinde Gárdony.

### Gemeinwohl-Ökonomie
Postbauer-Heng beschloss im Jahr 2019, eine Gemeinwohl-Bilanz aufzustellen. Damit ist sie die zweite Gemeinde in Bayern (nach Kirchanschöring) mit Gemeinwohl-Bilanz. Am 24. April 2022 wurde die erste Bilanz im Rahmen eines Erlebnistages zur Gemeinwohl-Ökonomie den Bürgern vorgestellt.

## Kultur und Sehenswürdigkeiten

### Kultur
Im Hauptort gibt es ein großes kulturelles Angebot, welches durch den Treffpunkt PH im Rahmen der Lokalen Agenda 21 koordiniert wird. Im ehemaligen Deutschordenschloss, das von der Gemeinde betrieben wird, finden Vorträge und klassische Konzerte statt; im KiSH, welches durch einen Verein betrieben wurde, wurden überwiegend Konzerte der Richtungen Jazz, Blues, Rock und Kabarett geboten. Neuer Wirkungskreis des KISH ist Feucht.
Im Ort gab es zudem noch ein Jugendkino, genannt die „Kurbelkiste“, welches einmal monatlich auch reguläres Kinoprogramm bot. Seit 2011 gibt es auch wieder einen Jugendtreff im ehemaligen Feuerwehrhaus, welcher von zwei Streetworkern betreut wird.

### Sehenswürdigkeiten

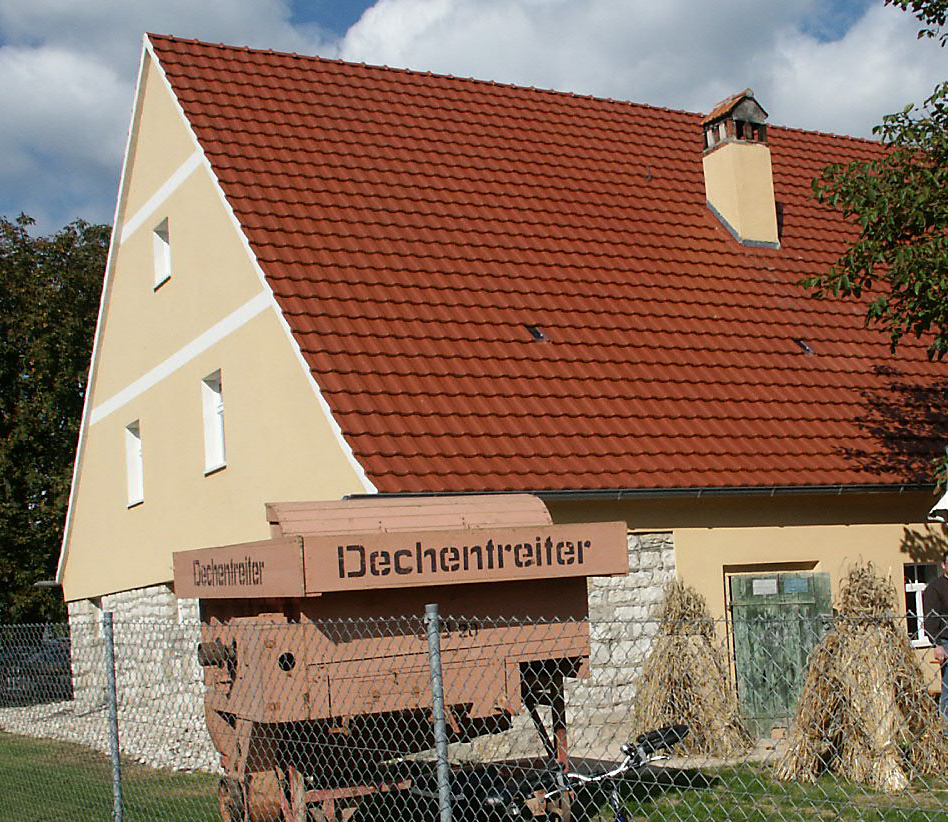
Dorfmuseum Fleischmichelhaus

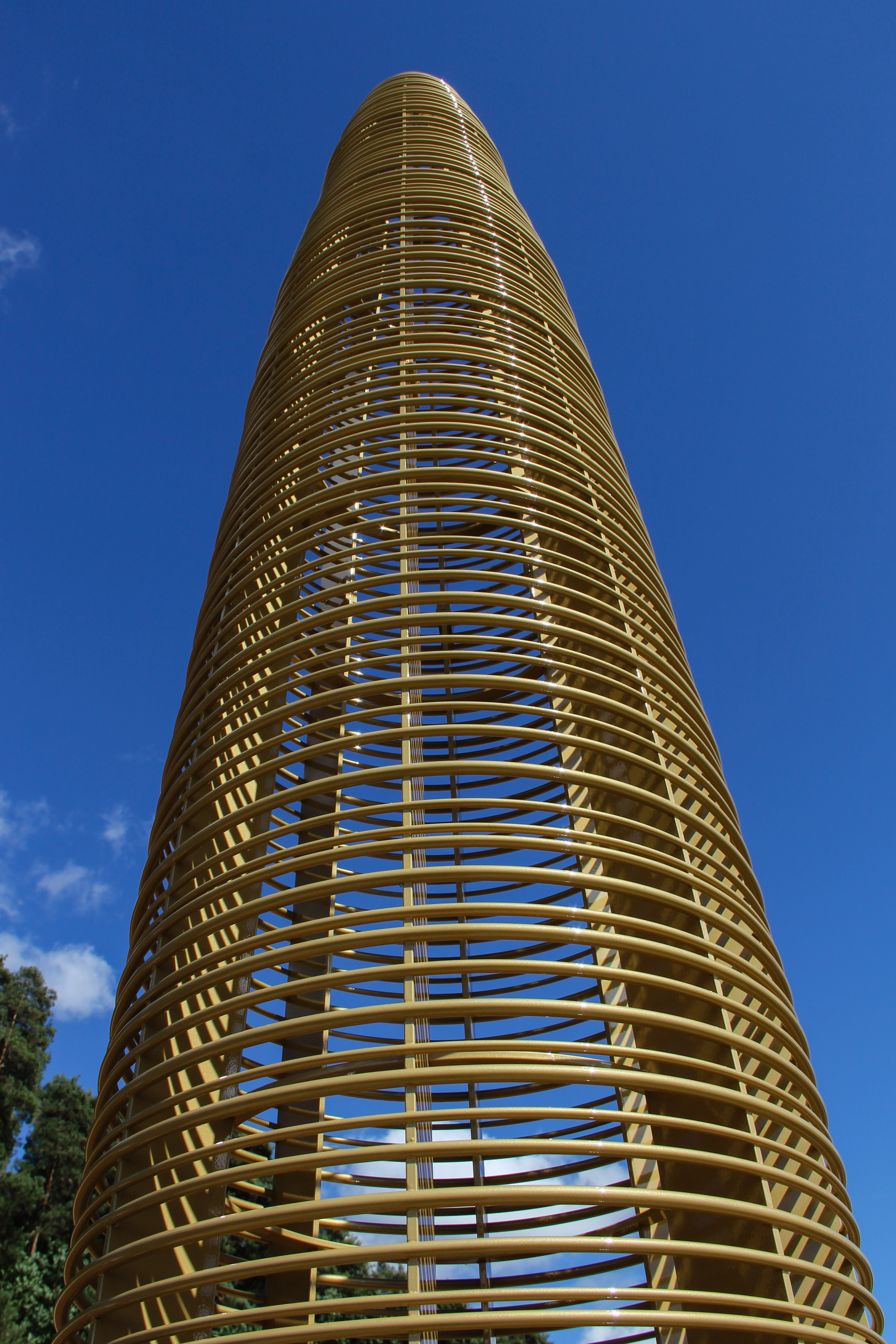
Denkmal am Goldkegelplatz

- Keltische Hügelgräber (bei Pavelsbach)
- Viereckschanze (zwischen Pavelsbach und Dippenricht)
- Fundort des Bucher/Ezelsdorfer Goldkegels
- Fleischmichlhaus in Pavelsbach[10]

#### Kirchen

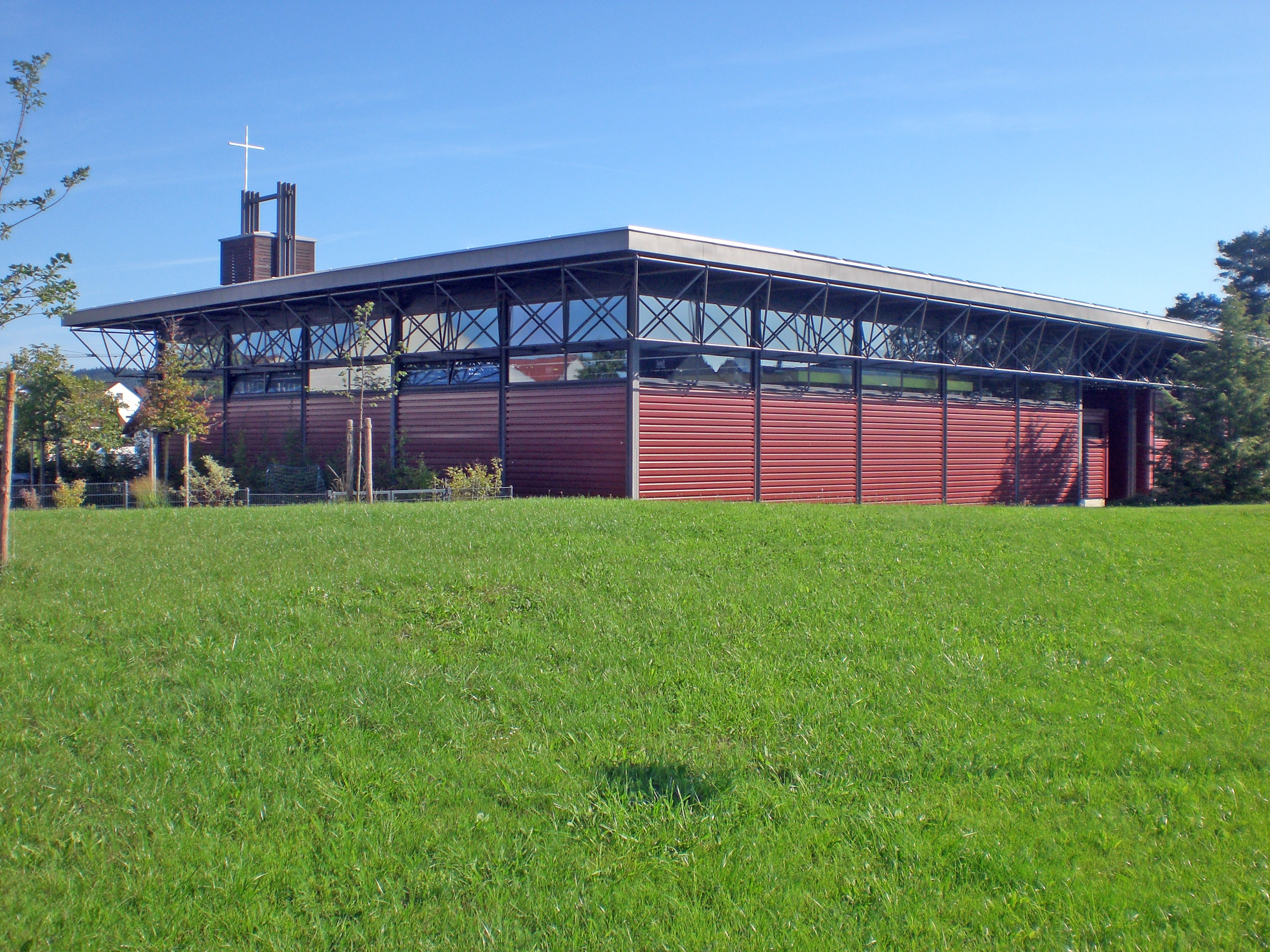
Katholische Pfarrkirche St.-Elisabeth

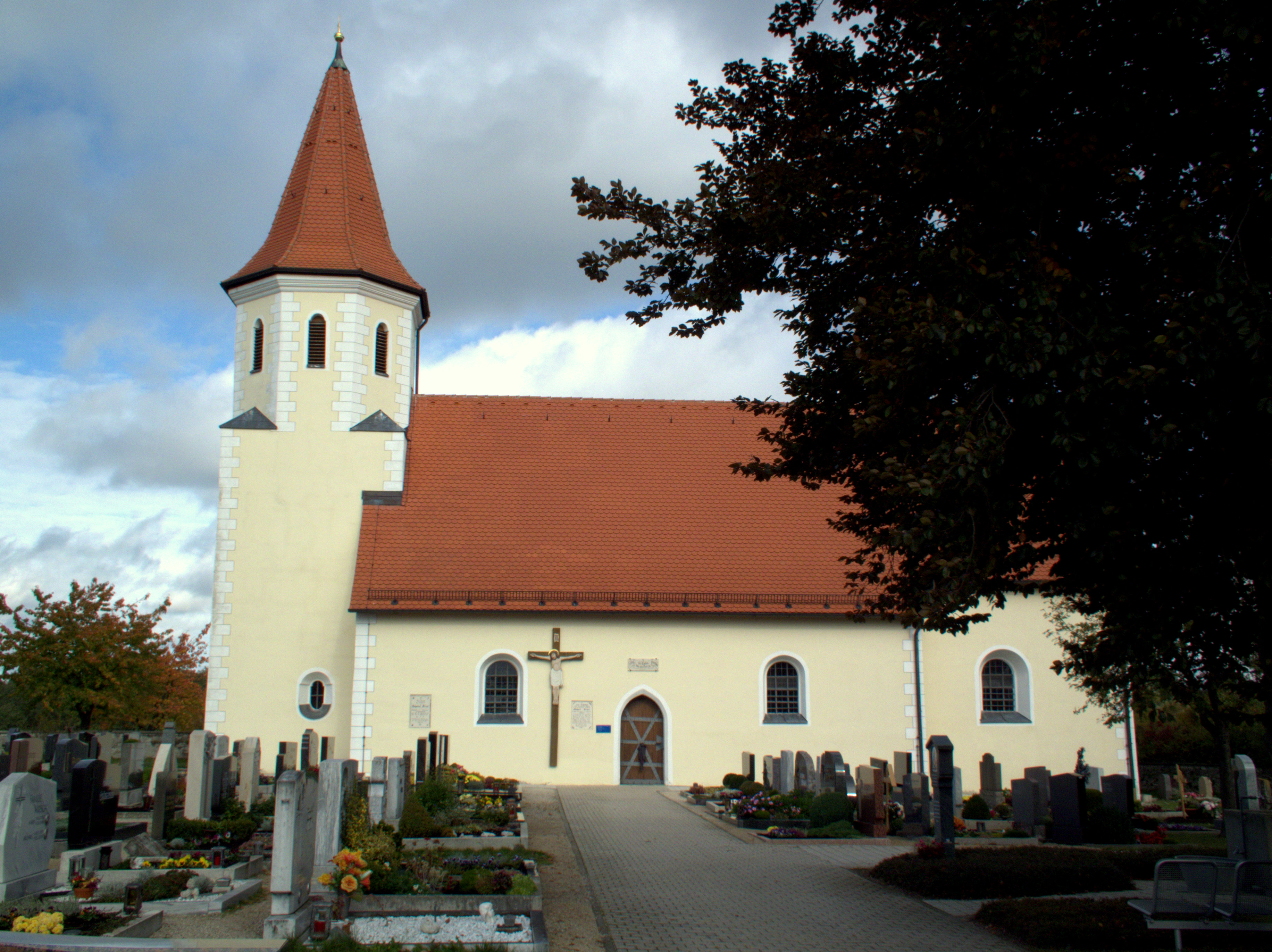
St. Cäcilia in Pavelsbach

- Die katholische Pfarrkirche St.-Elisabeth stammt aus dem Jahr 1975, der Glockenturm wurde 1980 errichtet.
- Die St.-Jakobus-Kirche in Heng, errichtet 1068, ist das älteste Gebäude der Gemeinde. Sie wurde 1881/82 erweitert.
- Die St.-Johannes-Kirche in Postbauer wurde vom Deutschen Orden in den Jahren 1722–1724 errichtet.
- Die St.-Leonhard-Kirche in Pavelsbach aus dem Jahr 1736 ist ein beachtenswertes Bauwerk des Rokoko.
- Die St.-Cäcilia-Kirche in Pavelsbach wurde 1602 bis 1608 an der Stelle einer 1552 zerstörten Kirche neu erbaut.
- Die Martin-Luther-Kirche, 1998 geweiht, ist das Gotteshaus der evangelischen Christen in der Gemeinde.

#### Kapellen
- Die Marienkapelle Kemnath entstand im Jahr 1740.
- Die Ortskapelle Antonius von Padua in Buch wurde von den Bürgern des Ortes 1786 erbaut.
- Die Ortskapelle Mariä Namen in Köstlbach wurde 1999 eingeweiht und ersetzte eine Kapelle von 1792, die wegen Baufälligkeit abgetragen werden musste.
- Die Hauskapelle in Postbauer wurde 1834 von einem Gastwirt als Hauskapelle errichtet.

#### Natur

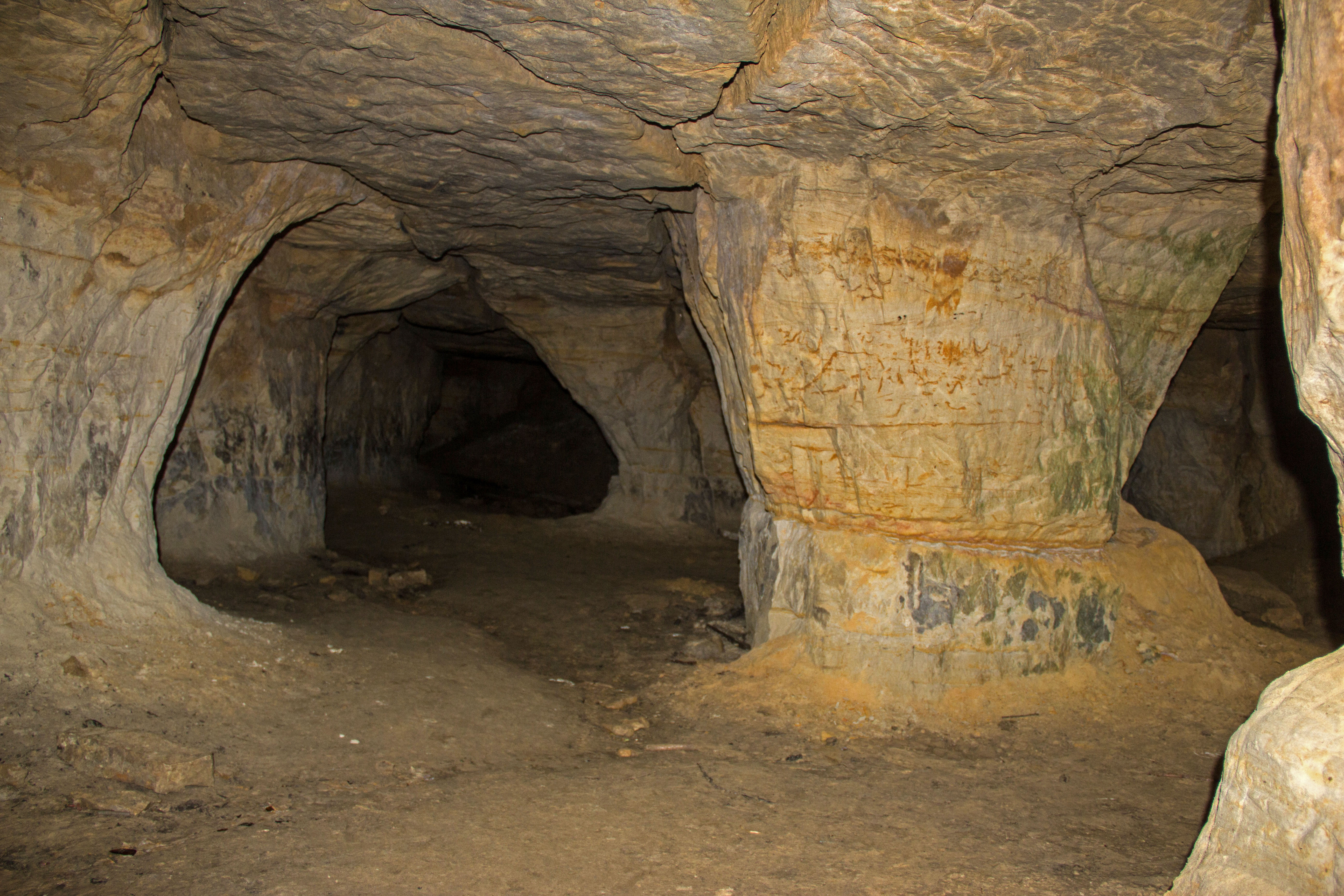
Bucher Höhlen, Innenansicht

- Bucher Höhle (Dillberg)

#### Geotope
Auf dem Gemeindegebiet befinden sich drei vom Bayerischen Landesamt für Umwelt ausgewiesene Geotope.
- Sandgrube am Gitzberg (373A001)[11]
- Ehemalige Sandgrube in der Oberen Haid (373A012)[12]
- Ehemalige Tongrube bei Heng (373G001)[13]

### Freizeiteinrichtungen
- Familien- und Naturerlebnisbad (freier Eintritt)

## Infrastruktur

### Industrie und Dienstleistung
Postbauer-Heng hat mehrere mittelständische Firmen in den Bereichen Handwerk und Dienstleistung.
Zu den größten Firmen des Marktes zählen die Bock GmbH & Co. KG, die Fa. Dennert Poraver, die Fa. Schaller und die Fa. Irema Filter.
In der Marktgemeinde finden sich verschiedene Angebote an ärztlicher, fachärztlicher und weiterer medizinischer Versorgung sowie Anbieter der Nahversorgung für den täglichen Einkauf.

### Verkehr

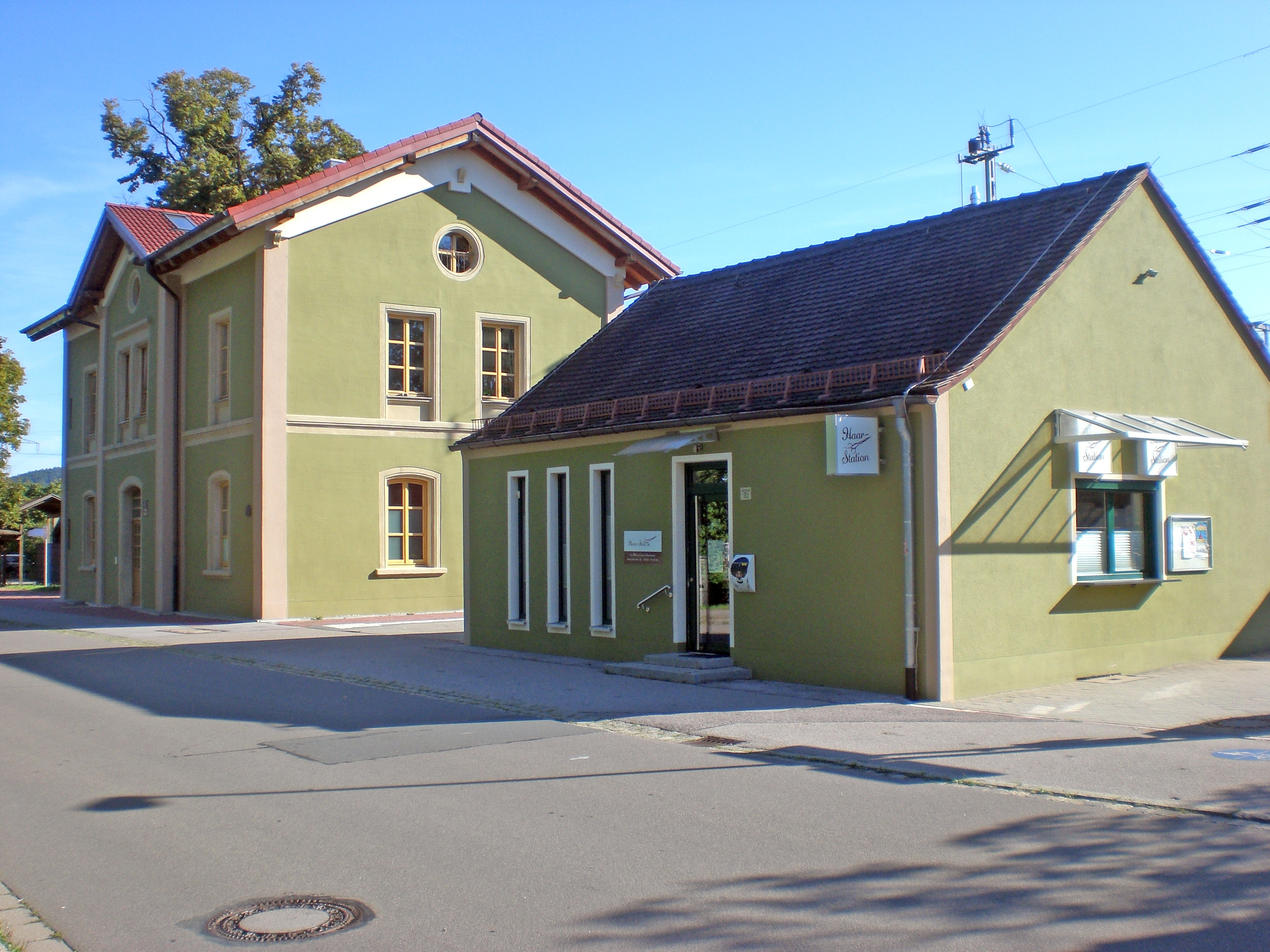
Bahnhof Postbauer-Heng

Postbauer-Heng liegt direkt an der B 8 und an der Bahnstrecke Regensburg–Nürnberg. Über die B 8 ist das 30 km entfernte Nürnberg zu erreichen. Die Entfernung zur A 3 mit Anschluss in Neumarkt und zur A 9 mit Anschluss in Allersberg beträgt jeweils 10 km.
Am 1. Dezember 1871 wurde der Ort Postbauer an die Eisenbahn angeschlossen. 1978 wurde der Bahnhof in Postbauer-Heng umbenannt, 1998 wurde er auf S-Bahn-Niveau umgebaut. Die S-Bahn ist seit Dezember 2010 in Betrieb.
Postbauer-Heng ist in den Verkehrsverbund Großraum Nürnberg (VGN) integriert und wird täglich durch zahlreiche Bahnverbindungen nach Neumarkt und Nürnberg mit der S-Bahnlinie S 1 und Busverbindungen nach Neumarkt und Allersberg mit der Linie 505 des OVF angefahren.

### Bildung

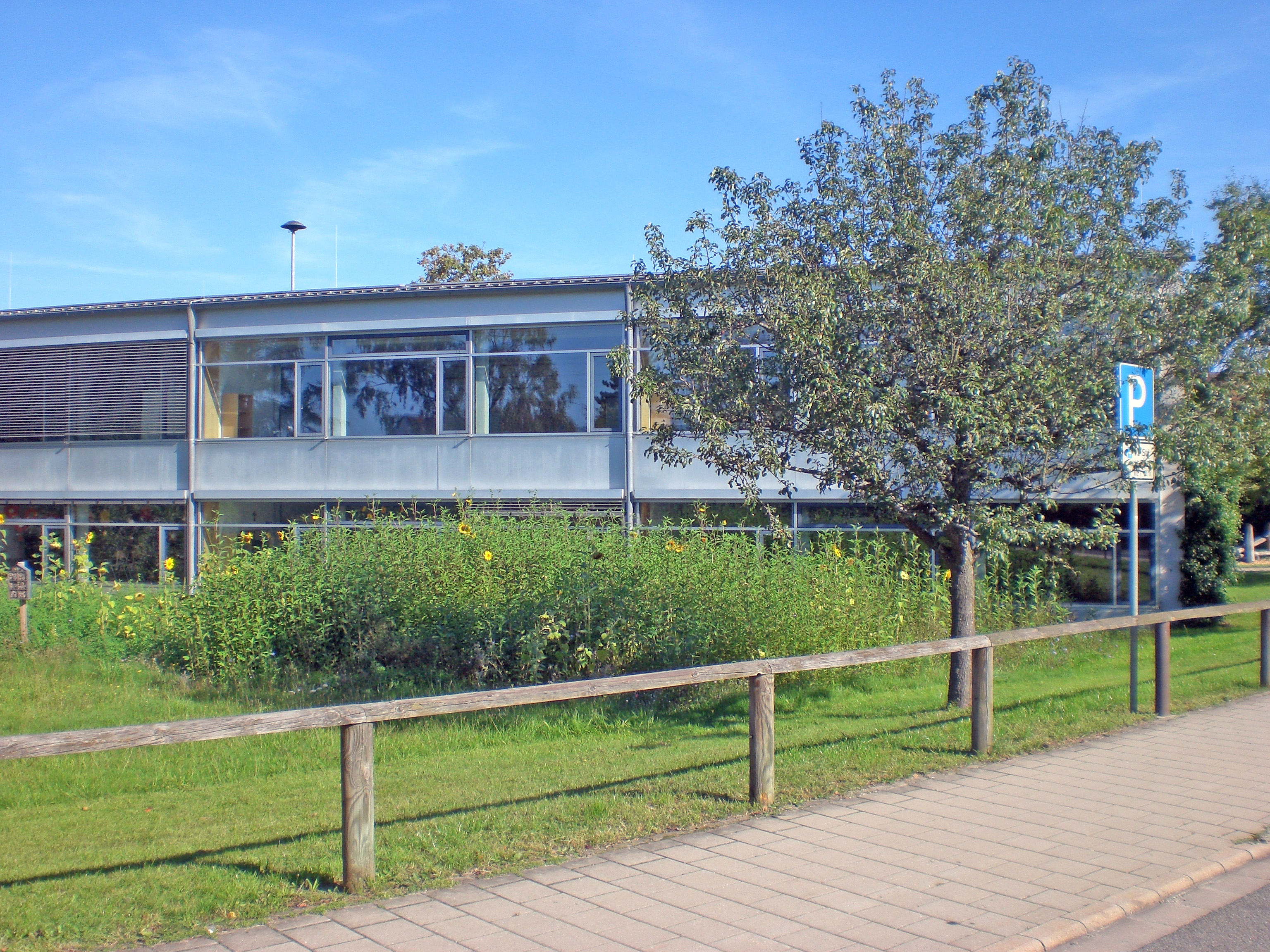
Erich-Kästner-Schule

In Postbauer-Heng befindet sich mit der Erich-Kästner-Schule die von der Schülerzahl her (709 Schüler im Schuljahr 06/07) größte Volksschule der Oberpfalz. Ca. 400 Schüler besuchen die Bildungseinrichtungen (Gymnasium, Realschule, FOS/BOS und Förderschule) in Neumarkt.

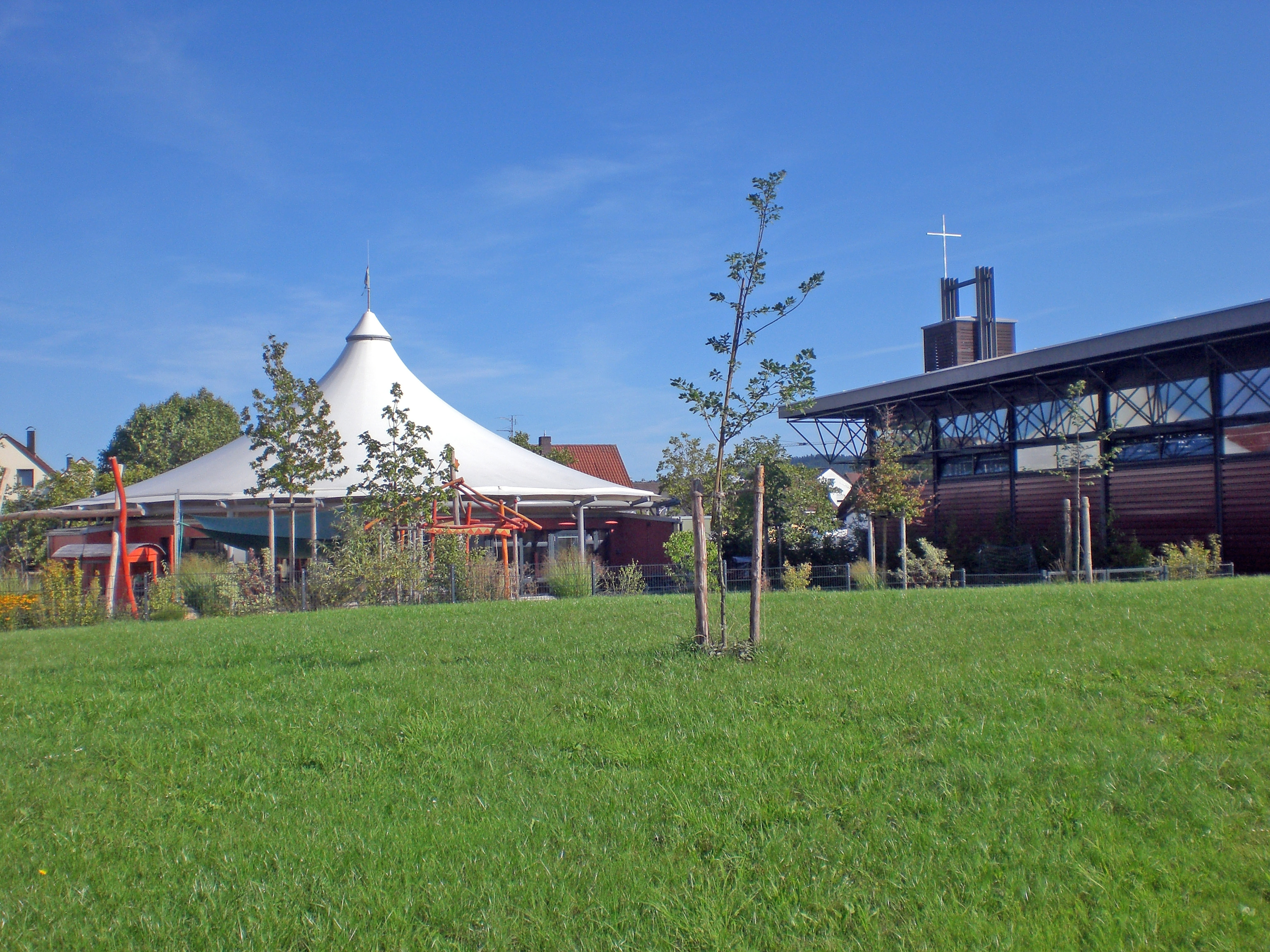
Kindergarten St. Elisabeth

In Postbauer-Heng befindet sich auch eine Musikschule des Bundesverbandes deutscher Privatmusikschulen, die ihren Sitz im Schulhaus der ehemaligen Gemeinde Heng hat (heute „Haus der Musik“). In Postbauer-Heng gründete Heiko Gärtner eine „Wildnisschule“.

### Rundfunk
Der Sender Dillberg ist ein wichtiger Rundfunk- und Fernsehsender des Bayerischen Rundfunks.

## Persönlichkeiten
- Angelus Sturm (1886–1968), Benediktiner, Kirchen- und Kunsthistoriker.
- Hans Bradl (1941–2016), Politiker (CSU) und Heimatpfleger